# St. Johannes (Erlach)

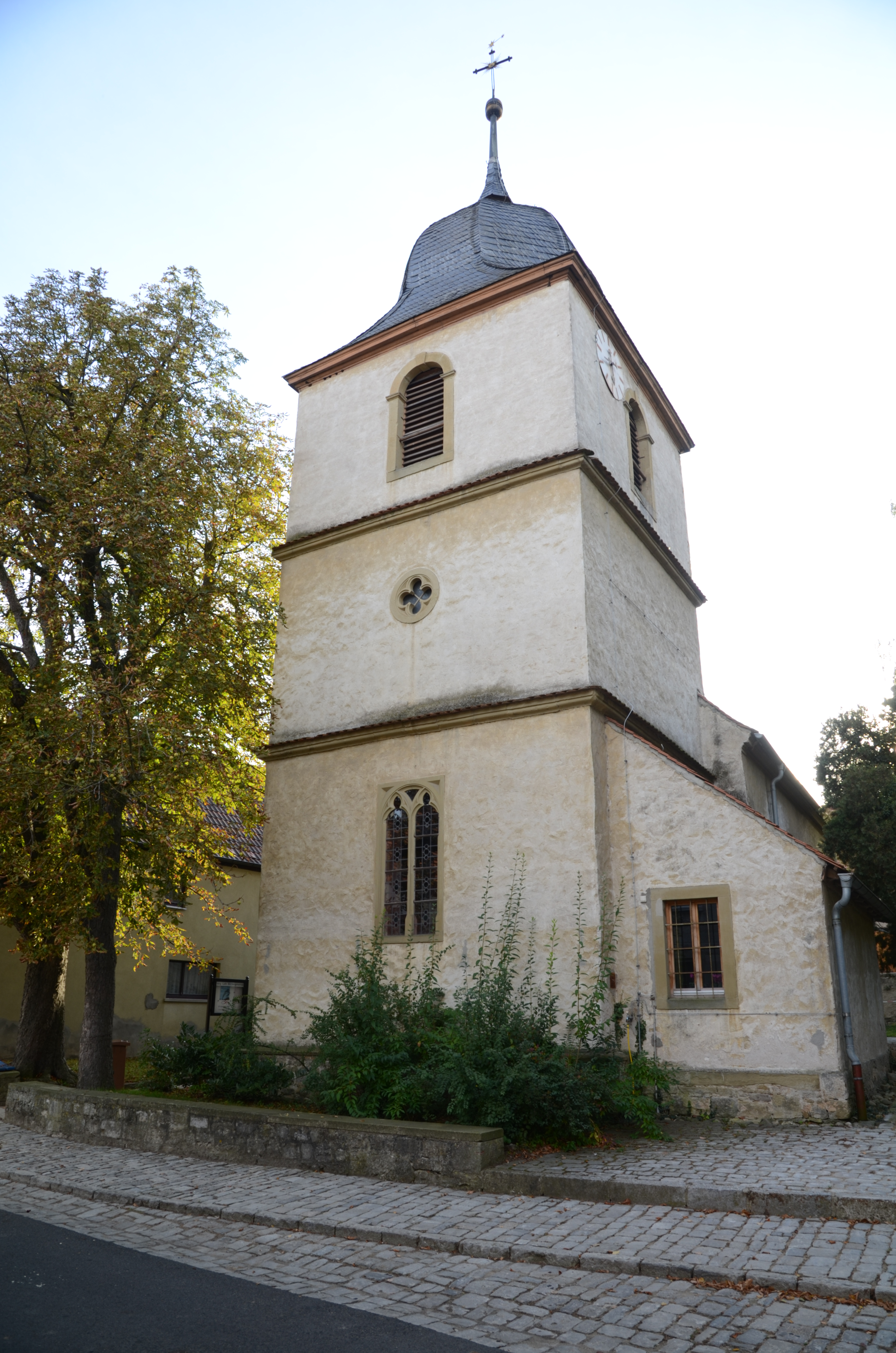
St. Johannes (Erlach)

Die Simultankirche St. Johannes ist ein denkmalgeschütztes Kirchengebäude, das in Erlach steht, einem Stadtteil von Ochsenfurt im Landkreis Würzburg (Unterfranken, Bayern). Das Bauwerk ist unter der Denkmalnummer D-6-79-170-256 als Baudenkmal in der Bayerischen Denkmalliste eingetragen.

## Geschichte
1379 wird die Kirche erstmals urkundlich erwähnt, als Johanneskirche ist sie seit 1453 bekannt. 1593 wurde die Kirche evangelisch-lutherische Pfarrkirche. Der katholische Fürst Ferdinand von Schwarzenberg ließ im März 1701 das Simultaneum für die Dorfkirche einrichten. 
Die Kirche wird von der  Kirchengemeinde Ochsenfurt-Erlach, die zum Dekanat Würzburg im Kirchenkreis Ansbach-Würzburg der Evangelisch-Lutherischen Kirche in Bayern gehört, zum Gottesdienst genutzt. Die katholischen Gläubigen machen von ihrem Nutzungsrecht meist nur einmal im Jahr Gebrauch, in der Regel am Palmsonntag.

## Beschreibung
Der dreigeschossige, quadratische Chorturm im Osten der gotischen Saalkirche stammt aus dem 14. Jahrhundert. Sein oberstes Geschoss beherbergt heute die Turmuhr und den Glockenstuhl. Die ursprüngliche Bauart ist noch im eingezogenen Chor, d. h. im Erdgeschoss des Chorturms, zu erkennen. 1793 wurde das damals nur bis zum Beginn der Empore reichende Langhaus auf die heutigen Ausmaße verlängert. Der Turm wird von einer Glockenhaube bedeckt. 1869 erhielt die Kirche die neugotische Kirchenausstattung, wie Altar, Kanzel und Orgelprospekt.